# Robert Stadelmann
Robert Stadelmann (Marburgo, RFA, 23 de enero de 1972) es un deportista austríaco que compitió en esquí en la modalidad de combinada nórdica. Ganó una medalla de bronce en el Campeonato Mundial de Esquí Nórdico de 1997, en la prueba por equipo.

## Palmarés internacional
| Campeonato Mundial | Campeonato Mundial  | Campeonato Mundial | Campeonato Mundial       |
| Año                | Lugar               | Medalla            | Prueba                   |
| ------------------ | ------------------- | ------------------ | ------------------------ |
| 1997               | Trondheim (Noruega) | Medalla de bronce  | TN + 4 × 5 km por equipo |